# Martín Fúriga
Martín Alejandro Fúriga Sande (La Plata, 22 gennaio 1976) è un ex calciatore argentino, di ruolo attaccante.

## Carriera
Gioca fino al 1995 nel settore giovanile dell'Estudiantes, formazione con cui dal 1995 al 1999 milita nella massima serie argentina. Nel 1999 si trasferisce in Italia per vestire la maglia dell'Ancona, formazione di Serie C1. Con i dorici nella stagione 1999-2000 chiude al secondo posto in classifica il girone B del campionato di Serie C1, ottenendo poi la promozione in Serie B dopo aver sconfitto l'Ascoli nella finale play-off. Nell'arco della stagione gioca in tutto 7 partite, senza mai segnare.
Nel 2000 torna in patria all'Estudiantes per terminare il campionato, ed a fine anno lascia definitivamente la squadra (con cui in carriera ha segnato in totale 18 reti in 84 presenze nella massima serie argentina) per accasarsi ai peruviani dello Sport Boys, militanti nella massima serie del Paese andino; con i peruviani gioca anche 3 partite in Copa Sudamericana, per poi passare nel 2001 agli spagnoli del Levante. Qui trascorre l'intera stagione 2001-2002, mettendo a segno 2 reti in 23 presenze nella seconda divisione spagnola e giocando 2 partite senza mai segnare in Coppa del Re. Passa quindi all'Amurrio, club di Segunda División B (la terza serie spagnola), con cui nella stagione 2002-2003 va a segno 11 volte in 25 partite di campionato. Tra il 2003 ed il 2005 segna in totale 13 reti in 62 presenze nella seconda serie spagnola e 2 gol in 5 presenze in Coppa del Re col Recreacion, mentre dal 2005 al 2008 gioca nel Logrones, con cui nella stagione 2005-2006 realizza 2 reti in 28 presenze nella terza serie spagnola e 2 reti in 4 presenze in Coppa del Re. Continua poi a giocare nelle serie minori spagnole con Calahorra (stagione 2008-2009) e Varea (stagione 2009-2010 e stagione 2010-2011, per poi ritirarsi nel 2011 all'età di 35 anni.